# Francisco Visconti
Pour les articles homonymes, voir Visconti.
Francisco Visconti, né le 7 février 1946 à Caracas, est un homme politique vénézuélien.

## Biographie
Né le 7 février 1946 à Caracas, il est l'un des meneurs des tentatives de coup d'État de 1992 au Venezuela. Il obtient ensuite l'asile au Pérou.
En 1995, il est candidat au poste de gouverneur. Il est élu député constituant en 1999 de Barinas, avant de candidater comme gouverneur de Barinas un an plus tard. Candidat lors de l'élection présidentielle vénézuélienne de 2018, il se retire au dernier moment.